# もっと幸せに素直になれたら
「もっと幸せに素直になれたら」（もっとしあわせにすなおになれたら）は、1985年1月19日に発売されたチューリップ通算27枚目のシングル。

## 解説
同日に発売された、アルバム『New Tune』からシングルカットされた楽曲であるが、前年秋から発売直前まで行われていたツアー「Live act TULIP Out Of Our Time」において既に演奏されていた。財津和夫作品において多く用いられる、地下鉄での男女の別れを歌っている。
シンセサイザーなどのデジタル機器とストリングスを多用した、チューリップでも特に複雑で重厚なアレンジが施されたアルバムの中の一曲だが、シングル化に伴いボーカルが録り直され、ミックスが変更されると共にエンディングが短くなっている。デビュー以来変化を続けてきた財津の音楽の一つの到達点であり、それと共にメンバーたちとの不和は決定的となっていく。本作以降、チューリップのアレンジは次第にシティ・ポップへ向かって行く。
サビのアレンジをリトル・ペギー・マーチの「I Will Follow Him」の雰囲気で作ったと、後年、財津は語っている。

## 収録曲
作詞・作曲：財津和夫　編曲：チューリップ
1. もっと幸せに素直になれたら
2. ぼくがつくった愛のうた（いとしのEmily）　パゴタ・ライヴ ヴァージョン 
前年の夏に行われたライブイベント「Live act TULIP チューリップ・ランド・イン・芦ノ湖 8.11パゴダ」で収録された音源。ただし、ライブ・アルバム『8.11 PAGODA』には収録されなかったため、このシングルしか聴くことができなかった。